# Algámitas
Algámitas is een gemeente in de Spaanse provincie Sevilla in de regio Andalusië met een oppervlakte van 20 km². In 2007 telde Algámitas 1321 inwoners.